# لاله بختيار
لاله مهري بختيار (بالإنجليزية: Laleh Bakhtiar)‏ (29 يوليو 1938 -18 أكتوبر 2020)، هي مؤلفة ومترجمة وطبيبة نفسية إيرانية أمريكية.
نشرت ترجمتها الإنكليزية للقرآن تحت اسم "The Sublim Quran" عام 2007. تربَّت تربيةً كاثوليكية في الولايات المتحدة، لكنَّها انتقلت فيما بعد إلى إيران، حيث درست على يد الفيلسوف الإيراني سيد حسين نصر (أحد المشاركين في إعداد كتاب "The Study Qur'an")، وانتهى بها المطاف إلى اعتناق دين والدها. ثم درست اللغة العربية، وحملت على عاتقها مهمة ترجمة القرآن، واضطرت لاله، كما تقول الرواية الأصلية، لحل تناقضات الآية 34 من سورة النساء للمرة الأولى.

## حياتها
وُلدت بختيار لأم أمريكية وأب إيراني في مدينة نيويورك ، ونشأت على الكاثوليكية في لوس أنجلوس وواشنطن. وفي سن الرابعة والعشرين انتقلت إلى إيران مع زوجها المهندس المعماري الإيراني، وأطفالهما الثلاثة، حيث بدأت في دراسة الإسلام على يد معلمها الدكتور سيد حسين نصر في جامعة طهران، حيث تدرس القرآن الكريم باللغة العربية، ثم اعتنقت في النهاية الإسلام بحلول سنة 1964. طلقت زوجها عام 1976. وعادت إلى الولايات المتحدة عام 1988.  حصلت على بكالوريوس في التاريخ من كلية تشاتام في بنسلفانيا، وماجستير في الفلسفة، وماجستير في علم النفس الإرشادي ودكتوراه في الأسس تعليمية. كانت أيضًا مستشارة معتمدة على المستوى الوطني. اعتبارًا من عام 2007، عاشت بختيار في شيكاغو، حيث كانت رئيسة معهد علم النفس التقليدي وباحثة عاملة مع منشورات كازي. توفيت في 18 أكتوبر 2020 في شيكاغو، إلينوي. 